# Пенне
Пе́нне (итал. Penne) — коммуна в Италии, расположена в области Абруццо, подчиняется административному центру Пескара. Находится в 20 км от побережья Адриатического моря. В 2012 году коммуна Пенне была включена в список самых красивых городов Италии .
Население коммуны, на 01.01.2025 года, составляет 11 055 человек, плотность населения — 122,37 чел./км². Коммуна занимает площадь 90,34 км². 
Почтовый индекс — 65017. Телефонный код — 085.
Покровителем населённого пункта считается святой Максим из Авеи. Праздник ежегодно отмечается 7 мая.

## История
По мнению историков и археологов, еще в VI тысячелетии до н.э. на этой территории существовало неолитическое поселение. Принято считать, что c III века до н.э. город был столицей италийского племени вестинов, о чем свидетельствует его античное название Pinna Vestinorum. 
В 89 году до н.э. вестины потерпели сокрушительное поражение от римлян в Союзнической войне, после чего город попал под римское владычество, а италики приняли римское гражданство. Марк Витрувий Поллион писал об  «Aqua Ventina» как об известном термальном курорте с большой историей.
В Средневековье город Пенне попал под власть лангобардов и был частью герцогства Сполето, а с 1130 года входил в состав Королевства Сицилия. 
В 1538 году император Священной Римской империи Карл V подарил город своей внебрачной дочери Маргарите Пармской (Австрийской) в качестве приданого. Позже Маргарита, полюбив Абруццо за красоту его природы, превратила Пенне в столицу своих владений в Абруццо. Этот статус сохранялся за городом вплоть до XVIII века. Именно на эпоху Средневековья пришелся расцвет Пенне (включая обретение статуса столицы региона):  в этот период были возведены наиболее знаковые здания и сооружения, многие из которых сохранились до наших дней.
Центр города и сейчас заполнен домами и церквями, сохранившимися со времен Средневековья. Значительная часть зданий построены из кирпича, он широко использовался и для мощения улиц и площадей. В связи с этим Пенне часто называют «городом из кирпича» (Città del mattone), а также маленькой Сиеной.

## Культура
В 1970 году город учредил премию за лучший роман на итальянском языке; Национальная итальянская премия «Город Пенне» находится под патронатом президента Италии. Позже премия приобрела международный статус. С 1996 года вручается авторам, пишущим на русском языке: оргкомитет «Города Пенне» стал — наряду с муниципалитетом Пенне и администрациями области Абруццо и провинции Пескара (с итальянской стороны) и Министерством культуры РФ, префектурой ЦАО Москвы, Союзом писателей России, Литинститутом им. Горького, Русским ПЕН-центром и Клубом писателей ЦДЛ (с российской стороны) — соорганизатором премии «Москва-Пенне».
Премии «Москва-Пенне» за прошедшие годы были удостоены многие известные российские писатели: так, в 2014 году её лауреатом стал Сергей Шаргунов (за роман «1993. Семейный портрет на фоне горящего дома»).

## Администрация коммуны
Главой коммуны является мэр Джильберто Петруччи, с 5 октября 2021 года.
Муниципалитет входит в движение «Соглашение мэров».